# 강은애
강은애(1989년 7월 13일 ~ )는 대한민국의 성우로, 2016년 대원방송 성우극회 공채 7기로 입사했다. 단국대학교를 나왔다.

## 출연작

### 애니메이션
- 100% 파스칼 선생님 - 세나
- 12영웅전사 - 행크
- 꼬마 너구리 라스칼 (애니원)
- 엄마 찾아 삼천리 - 피오리나 페피노
- 나의 히어로 아카데미아 - 켄도 이츠카, 토가 히미코
- 바이올렛 에버가든 - 에리카 브라운
- 블랙 클로버 - 에이미, 차미 외
- 신 도라에몽 12기 이후
- 슈퍼 햄찌 - 에밀리아 엄마
- 오소마츠 6쌍둥이 2기
- 원피스 (대원방송) - 코제트, 어린 욘디, 샬롯 가렛, 샬롯 시폰, 샬롯 아나나
- 유희왕 ARC-V
- 이토 준지 컬렉션 - 마리에, 리나(4화)
- 정글 레인저 레오 - 케이티
- 조이드 와일드 - 럭키, 산라탕
- 지구공룡대탐험
- 학원 베이비시터즈 - 카시마 코타로
- 해피니스 차지 프리큐어! - 리본
- 호빵맨 - 메론빵 소녀
- 플랜더스의 개 (애니메이션) - 폴
- 쥐라기캅스 - 반장(쥬라킹(2부)부터)
- 테테루 - 이사벨라
- 캐치! 티니핑 - 바네핑,제니
- 반짝반짝 달님이 2 - 엄마 별이
- KBS 키즈
- 마계학교 이루마군 - 클라라
- 닌타마 란타로 24기 - 신베이
- 아이돌타임 프리파라 - 가라라 슬립/가라라
- 반짝이는 프리☆채널 - 모에기 에모/모모
- 토몬카
- 하니와 숲속친구들 - 하니
- 내 마음은 무지(투니버스) - 어피치
- 포켓몬스터 썬&문(투니버스) - 수련(91화부터), 오하이
- 반짝반짝 해피★ 열려라! 코코밍(디즈니채널) - 하루나, 폴리밍
- 알쏭달쏭 캐치! 티니핑 - 제니, 아아핑
- 메탈카드봇S 강철의 귀환 - 페루루

### 극장판 애니메이션
- 극장판 포켓몬스터 뮤츠의 역습 EVOLUTION - 스위트
- 극장판 포켓몬스터: 정글의 아이, 코코 - 코코
- 루카 - 피누치아 아라고스타
- 엔칸토: 마법의 세계 - 페파 마드리갈
- 트롤: 밴드 투게더 - 벨벳
- 쥬라기캅스 극장판: 공룡시대 대모험 - 미니 티라노

## 영화 더빙
- 메리 포핀스 리턴즈 - 우아한 여성(캐런 도트리스)

## OST
- 소스리아 오프닝
- 매직팬던트 대모험 오프닝
- 엄마 찾아 삼천리 엔딩 안녕 엄마
- 키다리 아저씨 엔딩 주디의 꿈

## 드라마 더빙
- 팔콘과 윈터 솔져 - 칼리(에린 켈리먼)

## 특촬물 더빙
- 가면라이더 고스트
- 가면라이더 이그제이드 - 어린 도명호
- 가면라이더 빌드 - 강아린/화성의 왕비 베르나쥬
- 파워레인저 애니멀포스
- 파워레인저 갤럭시포스 - 랩터 283(이글 핑크)
- 파워레인저 붐붐포스 - 엔진 베아르 V

## 게임
- 메이플스토리 - 보스(루스카), 일린, 로미나, 로이스, 아모스
- 쿠키런: 킹덤 - 체리맛 쿠키
- 사이퍼즈 - 파수꾼 A
- 던전 앤 파이터 - 록시, 린지 로섬, 견습공 나유, 떠도는 구루미